# Запись о поиске ветра
«Запись о поиске ветра» — философский рассказ современного русского писателя Виктора Пелевина, опубликованный в 2003 году в составе авторского сборника «ДПП (NN)».

## Сюжет
Мудрец Цзян Цзы-Я, живущий на святой горе, угощает своего ученика порошком пяти камней, после чего у него возникает великолепный поток сознания. Во время прогулки под действием порошка герой повествования заблудился в горах и «узрел Великий Путь», который «есть сам в себе, не опирающийся ни на что и ни от чего не зависящий». После этой прогулки Цзян Цзы-Я спросил ученика, смог бы тот «сделать только что постигнутое темой литературного произведения», и ученик без колебаний ответил утвердительно, поскольку он «был уверен, что постиг истину целиком и сразу». Однако когда ученик приступает к написанию книги, он сталкивается с трудностями и терпит неудачу. В результате неудачной попытки написать литературную работу ученик приходит к выводу, что невозможно познать истину при помощи разума, и всякий образ или слово будут только отдалять от истины.
Рассказ «Запись о поиске ветра» написан в духе восточных философских повествований и воплощает определённые аспекты даосской философии. В произведении прослеживаются многочисленные отсылки к «Дао дэ цзин».

## Отзывы
По мнению писателя Дмитрия Быкова, рассказ Пелевина «Запись о поиске ветра» — это «самое нежное и трогательное его произведение со времен „Синего фонаря“», которое представляет собой «прелестный и грустный эпилог всей книги».
По мнению писателя Льва Данилкина, «Запись о поиске ветра» — это в некотором роде признание Пелевина в своём литературном поражении, поскольку существуют вещи, про которые невозможно написать роман.